# Płaszczyzna (Łążek)
Płaszczyzna – kolonia wsi Łążek w Polsce, położona w województwie łódzkim, w powiecie pajęczańskim, w gminie Nowa Brzeźnica. Wchodzi w skład sołectwa Łążek.
W latach 1975–1998 kolonia administracyjnie należała do województwa częstochowskiego.